# Havas Online
Pour les articles homonymes, voir HOL.
Havas Online (HOL) était la marque commerciale utilisée par le fournisseur d'accès internet : Havas Edition Electronique  société fondée le 28 août 1995 par Max Derhy et Patrice Giami.
Elle était immatriculée au registre du commerce sous le numéro 380-200-055.
Elle proposait un accès à internet (via le réseau téléphonique commuté) au prix de 65 francs mensuels (hors coût des communications à France Télécom), l'un des tarifs les plus bas à l'époque.
Repris en 1997 par AOL, une offre spéciale fut proposée aux clients de HOL afin de migrer leur abonnement vers ce fournisseur.
La société a été radiée le 25 août 1998.

## Anecdote
De 1997 à 1998, HOL a secouru gracieusement l'hébergeur web gratuit Mygale en lui offrant de la bande passante.